# Nico Lazaridis (Fußballspieler)
Nikolaos „Nico“ Lazaridis (* 16. Oktober 1962) ist ein ehemaliger deutscher Fußballspieler.
Lazaridis gab als Mittelfeldspieler sein Debüt in der 2. Fußball-Bundesliga für Tennis Borussia Berlin am 26. Oktober 1979 im Spiel gegen Rot-Weiß Lüdenscheid, welches jedoch 5:1 verloren ging. Zum Zeitpunkt des Spiels war er mit 17 Jahren und 11 Tagen der bis dahin jüngste Spieler in der 2. Bundesliga. Im Anschluss daran spielte er noch zwei Mal in der 2. Bundesliga.